# 1315 Bronislawa
1315 Bronislawa (1933 SF1) là một tiểu hành tinh nằm phía ngoài của vành đai chính được phát hiện ngày 16 tháng 9 năm 1933 bởi Sylvain Julien Victor Arend ở Uccle.